# معهد التركيبات وتطبيقاتها
معهد التوافقيات وتطبيقاتها أو معهد التوليفات وتطبيقاتها أو معهد التركيبات وتطبيقاتها (ICA) هو منظمة علمية دولية تأسَّست في عام 1990 لزيادة وضوح وتأثير المجتمع الاندماجي. وسعيًا لتحقيق هذا الهدف، ترعى الرابطة الدولية للطالبات المؤتمرات وتنشر نشرة ومنح عدد من الميداليات، بما في ذلك أوسمة أويلر وهول وكيركمان وستانتون. يقع مقرها في بوكا راتون بولاية فلوريدا، ويقع مكتب عملياتها في جامعة فلوريدا أتلانتيك. كان المعهد نشطًا إلى الحد الأدنى بين عامي 2010 و2016 واستأنف أنشطته الكاملة في مارس 2016.

## العضوية
لدى معهد التوليفات وتطبيقاتها أكثر من 800 عضو في أكثر من أربعين دولة. العضوية على ثلاثة مستويات. الأعضاء هم أولئك الذين لم يكملوا درجة الدكتوراه بعد. الزملاء المشاركون هم أعضاء أصغر سنًا حصلوا على درجة الدكتوراه. أو نشرت على نطاق واسع؛ عادة يجب أن يحمل الزميل المشارك رتبة أستاذ مساعد. من المتوقع أن يكون الزملاء علماء معتمدين وعادة ما يكون لديهم رتبة أستاذ مشارك أو أعلى. يشارك بعض الأعضاء في بحث نظري للغاية؛ هناك أعضاء تكمن اهتماماتهم الأساسية في التعليم والتعليم؛ وهناك أعضاء يشاركون بشكل كبير في تطبيقات التوافقية في التصميم الإحصائي، ونظرية الاتصالات ، والتشفير، وأمن الكمبيوتر، وغيرها من المجالات العملية.
على الرغم من أن كونك زميلًا في معهد التوليفات وتطبيقاتها ليس في حد ذاته شرفًا انتقائيًا للغاية، إلا أن معهد التوليفات وتطبيقاتها تحتفظ أيضًا بفئة أخرى من الأعضاء، «الزملاء الفخريين»، الأشخاص الذين قدموا «مساهمات بارزة في التوليفات أو تطبيقاتها». عدد الزملاء الفخريين الأحياء يقتصر على عشرة في أي وقت. تشمل الزملاء فخري المتوفين أمثال سكوت ماكدونالد كوكستر، بول اردوس، حاييم حناني، برنهارد نيومان، ديريك هنري ليهمر، ليونارد كارليتز، روبرت فروشت، إدوارد ميتلاند رايت وهورست ساكس. يشمل الزملاء الفخريون الأحياء إس إس شريكاندي وسي آر راو وغوستاف سيمونز وفيرا سوس وهنري دبليو. قاولد وكارستن ثوماسين ونيل روبرتسون.

## النشر
معهد التوليفات وتطبيقاتها تنشر نشرة معهد التوليفات وتطبيقاتها  (ISSN 1183-1278)، وهي مجلة تجمع بين نشر أوراق استقصائية وبحثية مع أخبار الأعضاء وحسابات المؤتمرات المستقبلية والماضية. تظهر ثلاث مرات في السنة، في يناير ومايو وسبتمبر وتتكون عادة من 128 صفحة.
بدءًا من عام 2017، أصبحت المقالات البحثية في النشرة متاحة على أساس الوصول المفتوح. 

## الميداليات
تمنح معهد التوليفات وتطبيقاتها ميداليات أويلر سنويًا للمساهمات المهنية المتميزة في التوليفات من قبل عضو في المعهد لا يزال نشطًا في مجال البحث. سميت على اسم عالم الرياضيات في القرن الثامن عشر ليونارد أويلر.
تمنح معهد التوليفات وتطبيقاتها ميداليات هال أو هول، التي سميت باسم مارشال هول، لتقدير الإنجازات البارزة للأعضاء الذين لم يتجاوزوا 40 عامًا. تمنح معهد التوليفات وتطبيقاتها ميداليات كيركمان، التي سميت على اسم توماس كيركمان، لتقدير الإنجازات البارزة للأعضاء الذين تجاوزوا أربع سنوات بعد الدكتوراه. تم تحديد الفائزين بالميداليات للسنوات بين 2010 و2015 من قبل لجنة الميداليات معهد التوليفات وتطبيقاتها بين نوفمبر 2016، وفبراير 2017، بعد أن استأنف المجلس الدولي للطب الرياضي أنشطته في عام 2016. في عام 2016، صوت المجلس الدولي للطرفين (معهد التوليفات وتطبيقاتها) لتأسيس ميدالية معهد التوليفات وتطبيقاتها تُعرف باسم ميدالية ستانتون، التي سميت باسم رالف غوردون ستانتون، تقديراً للمساهمات الجوهرية والمستمرة، بخلاف البحث، لتعزيز الانضباط التوافقي. يكرم وسام ستانتون المساهمات الكبيرة مدى الحياة لتعزيز انضباط التوليفات من خلال الدعوة والتوعية والخدمة والتعليم و / أو التوجيه. تُمنح ميدالية واحدة على الأكثر سنويًا، عادةً إلى زميل من معهد التوليفات وتطبيقاتها.

### قائمة الفائزين بميدالية أويلر
| عام  | الفائزون                          |
| ---- | --------------------------------- |
| 2020 | مارستون كوندر                     |
| 2019 | لم تمنح ميدالية                   |
| 2018 | ديتر جونجنيكل                     |
| 2017 | فان تشونغ                         |
| 2016 | جيمس هيرشفيلد                     |
| 2015 | لم يتم منح ميدالية                |
| 2014 | بريان السباتش                     |
| 2013 | كيرت ليندنر                       |
| 2012 | اليكس روزا                        |
| 2011 | شيريل بريجر                       |
| 2010 | بوجان موهار                       |
| 2009 | - لم يتم منح ميدالية -            |
| 2008 | غابور كورتشماروس                  |
| 2007 | ستيفن ميلن، هيكو هاربورث          |
| 2006 | كليمنت دبليو إتش لام، نيك ورمالد  |
| 2005 | رالف فودري وأفيزري فرانكيل        |
| 2004 | دورون زيلبرغر، تشو لي             |
| 2003 | بيتر كاميرون، تشارلز كولبورن      |
| 2002 | هربرت ويلف                        |
| 2001 | سبيروس ماجليفيراس                 |
| 2000 | ريتشارد أ.برالدي، هورست ساكس      |
| 1999 | ديجين راي شودري                   |
| 1998 | بيتر لاديسلاو هامر، أنتوني هيلتون |
| 1997 | - لم يتم منح ميدالية -            |
| 1996 | جيه إتش فان لينت                  |
| 1995 | هانفريد لينز                      |
| 1994 | جوزيف أ. ثاس                      |
| 1993 | كلود بيرج ورونالد جراهام          |

### قائمة الفائزين بميدالية القاعة
| عام  | الفائزون                                     |
| ---- | -------------------------------------------- |
| 2020 | جي ما                                        |
| 2019 | كوين ثاس وجيرون شليويرت                      |
| 2018 | كاي أووي شميت                                |
| 2017 | جون بامبرج ودانييل هورسلي                    |
| 2016 | - لم يتم منح ميدالية -                       |
| 2015 | ليجون جي                                     |
| 2014 | بيتر ديوكس                                   |
| 2013 | بارت دي بروين                                |
| 2012 | مايكل جوديتشي                                |
| 2011 | أولغا بوليفيرينو                             |
| 2010 | كاثرين جرينهيل                               |
| 2009 | - لم يتم منح ميدالية -                       |
| 2008 | إيان وانليس                                  |
| 2007 | ديفيد بايك                                   |
| 2006 | دارين براينت، جينيان جنه، هيذر جوردون        |
| 2005 | جوناثان جدواب                                |
| 2004 | ديرك هاتشينبرغر، مساكي هارادا                |
| 2003 | أنطونيو كوسيدنت                              |
| 2002 | سعد الزناتي                                  |
| 2001 | ألفريد مينيزيس، ألكسندر بوت                  |
| 2000 | مايكل هينينج، كلاوس ميتش                     |
| 1999 | هندريك فان مالديجم ورولف ريس                 |
| 1998 | ماركو بوراتي، أريجو بونيسولي                 |
| 1997 | راينهارد ديستل                               |
| 1996 | كريستوس كوكوفينوس، كريستين أوكيف، تيم بنتيلا |
| 1995 | دونالد كريهر                                 |
| 1994 | أورترود أويلرمان، كريس رودجر، دوج ستينسون    |

### قائمة الفائزين بميدالية كيركمان
| عام  | الفائزون                                         |
| ---- | ------------------------------------------------ |
| 2020 | تشونغ شانغان                                     |
| 2019 | تاو تشانغ                                        |
| 2018 | الكسندر بورس، شو شينغ لي                         |
| 2017 | هنغجيا وي، بينزهو شيا                            |
| 2016 | يو تشو                                           |
| 2015 | بادريغ كاثاين                                    |
| 2014 | دانييل بارتولي                                   |
| 2013 | توماسو ترايتا                                    |
| 2012 | ريبيكا ستونز، زيانده تشانغ                       |
| 2011 | تاو فنغ                                          |
| 2010 | دانيال هورسلي وكاي أووي شميدت                    |
| 2009 | - لم يتم منح ميدالية -                           |
| 2008 | نيك كافينا، فوتابا أوكاموتو                      |
| 2007 | بيتري كاسكي، بيتر ديوكس                          |
| 2006 | جون بامبرج، جوزيبي مارينو، كوين ثاس              |
| 2005 | مايكل جوديتشي، مات والش                          |
| 2004 | أندرياس إنج، جون لارك كيم                        |
| 2003 | كين إيتشي كاواراباياشي، ماتيجا ساجنا، سانمينغ زو |
| 2002 | إيان وانليس                                      |
| 2001 | ماثيو براون، آلان لينج، ينج مياو                 |
| 2000 | مايكل رينز                                       |
| 1999 | نيكولاس هاميلتون، تشينغ شيانغ                    |
| 1998 | بيتر آدامز، تساي هنغ لي                          |
| 1997 | ماكوتو ماتسوموتو، برنارد شميت                    |
| 1996 | جريجوري جوتين، باتريك أوستيغارد                  |
| 1995 | دارين براينت                                     |
| 1994 | روبرت كريجن، جوناثان جدواب                       |

### قائمة الفائزين بميدالية ستانتون
| عام  | الفائزون               |
| ---- | ---------------------- |
| 2020 | - لم يتم منح ميدالية - |
| 2019 | تشارلي كولبورن         |
| 2018 | - لم يتم منح ميدالية - |
| 2017 | روبن ويلسون            |
| 2016 | رونالد مولين           |